# Parachironomus vitiosus
Parachironomus vitiosus är en tvåvingeart som först beskrevs av Maurice Emile Marie Goetghebuer 1921.  Parachironomus vitiosus ingår i släktet Parachironomus och familjen fjädermyggor. Arten är reproducerande i Sverige. Inga underarter finns listade i Catalogue of Life.